# Горно-Дряново
Горно-Дряново (болг. Горно Дряново) — село в Благоевградской области Болгарии. Входит в состав общины Гырмен. Находится примерно в 7 км к северу от центра села Гырмен и примерно в 74 км к юго-востоку от центра города Благоевград. По данным переписи населения 2011 года, в селе  проживало 1009 человек.

## Население
| Год     | 1934 | 1946 | 1956 | 1965 | 1975 | 1985 | 1992 | 2001 | 2011 |
| ------- | ---- | ---- | ---- | ---- | ---- | ---- | ---- | ---- | ---- |
| Жителей | 448  | 549  | 667  | 799  | 890  | 993  | 1008 | 1042 | 1009 |

| Национальность  | Человек | Процент |
| --------------- | ------- | ------- |
| болгары         | 920     | 92,09%  |
| турки           | 12      | 1,2%    |
| цыгане          | 0       | 0%      |
| другие          | 24      | 2,4%    |
| не определились | 43      | 4,3%    |
| Всего ответов   | 999     |         |

|  |